# 음력 9월
음력 9월(陰曆九月) 또는 현월(玄月)은 음력에서 아홉 번째 달이다.
이 달에는 중기인 상강과 절기인 한로 혹은 입동이 들어있으며, 음력 9월 30일이 없는 해도 있다.
월건은 술(戌)이다.

## 9월이윤달인 해
- 2014년 (양력 2014년 10월 24일 ~ 11월 21일, 29일간)
- 2109년 (양력 2109년 10월 24일 ~ 11월 21일, 29일간)
- 2128년 (양력 2128년 10월 24일 ~ 11월 21일, 29일간)[1]

## 기념일, 연중행사
- 음력 9월 9일 - 중양절

## 같이 보기
- 음력 360일